# Heimsbrunn
 Heimsbrunn  (en alsacià Hemschprung) és un municipi francès, situat a la regió del Gran Est, al departament de l'Alt Rin. L'any 2006 tenia 1.507 habitants.

## Demografia
| 1962 | 1968 | 1975 | 1982 | 1990  | 1999  |
| ---- | ---- | ---- | ---- | ----- | ----- |
| 765  | 766  | 830  | 983  | 1.098 | 1.218 |

## Administració
| Període | Identitat    | Partit |
| ------- | ------------ | ------ |
| 2001-   | Bernard Just |        |